# WVV Wageningen in het seizoen 1969/70
Het seizoen 1969/1970 was het 16e jaar in het bestaan van de Wageningense betaaldvoetbalclub Wageningen. De club kwam uit in de Tweede divisie en eindigde daarin op de tweede plaats, dit hield in dat de club rechtstreeks promoveerde naar de Eerste divisie. Tevens deed de club mee aan het toernooi om de KNVB beker, hierin werd de club in de eerste ronde uitgeschakeld door NAC (2–4).

## Wedstrijdstatistieken

### Tweede divisie
|       | AGOVV | Baronie | SC Drente | EDO   | Eindhoven | Gooiland | Heerenveen | Hermes DVS | Limburgia | NOAD  | PEC   | RBC   | Roda JC | Velox | FC VVV | ZFC   |
| ----- | ----- | ------- | --------- | ----- | --------- | -------- | ---------- | ---------- | --------- | ----- | ----- | ----- | ------- | ----- | ------ | ----- |
| Thuis | 8 – 0 | 2 – 2   | 1 – 0     | 4 – 1 | 0 – 2     | 2 – 0    | 2 – 1      | 0 – 2      | 5 – 1     | 3 – 0 | 2 – 0 | 7 – 0 | 1 – 0   | 1 – 0 | 5 – 1  | 3 – 1 |
| Uit   | 0 – 1 | 1 – 1   | 1 – 3     | 1 – 1 | 2 – 2     | 0 – 4    | 2 – 1      | 1 – 1      | 1 – 1     | 1 – 2 | 1 – 4 | 1 – 0 | 2 – 0   | 1 – 0 | 3 – 1  | 0 – 2 |

### KNVB beker
| 1e ronde                                           | Wageningen                              | 2 – 4 (1 – 2) | NAC                                                |
| 19 oktober 1969 Plaats: Wageningen Wageningse Berg | Ton van de Weerd 35' Hans Posthumus 79' |               | 9', 48', 85' (pen.) Jan van Gorp 27' Bertus Quaars |

## Statistieken Wageningen 1969/1970

### Eindstand Wageningen in de Nederlandse Tweede divisie 1969 / 1970
| Stand | Gespeeld | Gewonnen | Gelijk | Verloren | Punten | Doelpunten voor | Doelpunten tegen |
| ----- | -------- | -------- | ------ | -------- | ------ | --------------- | ---------------- |
| 2e    | 32       | 19       | 6      | 7        | 44     | 70              | 29               |

### Topscorers
| #                | Naam                         | Goal |
| ---------------- | ---------------------------- | ---- |
| 1.               | Hans Posthumus               | 26   |
| 2.               | Cas Janssens                 | 15   |
| 3.               | Marcel Broecks               | 11   |
| 4.               | Ton van de Weerd             | 7    |
| 5.               | Aart Ooms                    | 4    |
| 6.               | Henny Roelofs                | 2    |
| 6.               | Ton Weijmer                  | 2    |
| 8.               | Henk Janssen                 | 1    |
| Eigen doelpunten |                              |      |
| –                | Karl Klostermann (Limburgia) | 1    |
| –                | Martin Strijker (SC Drente)  | 1    |
| Totaal           | Totaal                       | 70   |

| #      | Naam             | Goal |
| ------ | ---------------- | ---- |
| 1.     | Hans Posthumus   | 1    |
| 1.     | Ton van de Weerd | 1    |
| Totaal | Totaal           | 2    |

## Voetnoten
AGOVV · Baronie · SC Drente · EDO · Eindhoven · Gooiland · Heerenveen · Hermes DVS · Limburgia · NOAD · PEC · RBC · Roda JC · Velox · FC VVV · Wageningen · ZFC